# FGFC820
FGFC820 ist eine amerikanische Future-Pop und Aggrotech-Band.

## Geschichte
Im Jahr 2003 gründeten Rexx Arkana, Mika Goedrijk und Andy Rudorfer das Projekt FGFC820. Letztere verließen das Projekt jedoch nach kurzer Zeit, und Dräcos stieß hinzu.
Dräcos war die Hälfte der 1990er-Jahre in Boston, wo er seinen Abschluss am Berklee College of Music machte. Während er dort zur Schule ging, arbeitete er als DJ und trat live mit Disciples of Astaroth auf. 1999 zog Dräcos nach New York City, wo er sich einen größeren Namen als DJ für Partys der Szene aufbaute und ein begehrter Remixer wurde. Dies führte später zu internationalen Gigs und DJing in Ländern wie Mexiko, Spanien, Belgien und Deutschland.

## Nebenprojekte und Kollaborationen
Zusätzlich zu seinen 20 Jahren Erfahrung, sowohl als DJ als auch als Promoter – in Zusammenarbeit mit Gruppen wie Skinny Puppy, Ministry, Covenant und VNV Nation – ist Rexx Arkana auch Gründer der Szene-Supergruppe Bruderschaft. Unter Arkanas Leitung machte Bruderschaft eine Wohltätigkeits-Kollaboration mit Mitgliedern von VNV Nation, Covenant, Apoptygma Berzerk und Icon of Coil, bei der für Krebsforschung und -behandlung gespendet wurde. 
Als eigenständiger Künstler hat Arkana für bekannte Underground Acts wie The Retrosic (New World Order), Neikka RPM (Storm of Hell) und davaNtages Nebenprojekt Supreme Court (Mass Media Murder) außerdem Songtexte geschrieben und/oder Vocals aufgenommen.

## Diskografie

### Alben
- 2006: Urban Audio Warfare (NoiTekk)
- 2008: Law & Ordnance  (NoiTekk)
- 2012: Homeland Insecurity (NoiTekk)

### Singles
- 2005: The Hanging Garden (Razorburn Records)
- 2007: For Emergency Use Only (Not On Label)
- 2011: Defense Condition 2 (NoiTekk)